# Eleição federal na Alemanha em março de 1933

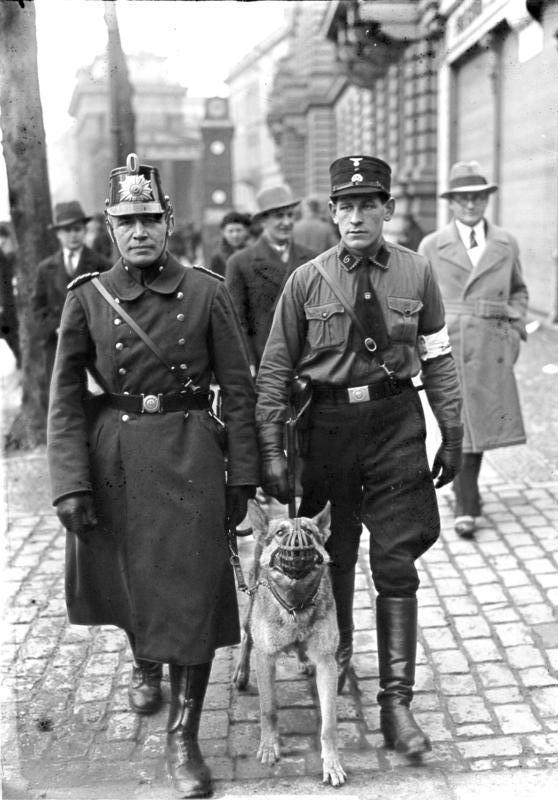
Um policial (à esquerda) e um membro da SA (à direita), um dos 50 mil nazistas colocados na Prússia pelo Partido como um oficial "Hilfspolizei" ("Polícia Auxiliar")

Eleições federais foram realizadas na Alemanha nazista em 5 de março de 1933, após a tomada do poder pelos nazistas e apenas seis dias após o incêndio do Reichstag. Os stormtroopers nazistas desencadearam uma campanha de violência contra o Partido Comunista (KPD), os esquerdistas, os sindicalistas, o Partido Social-Democrata e o Partido do Centro Alemão. Estas foram as últimas eleições multipartidárias em uma Alemanha unificada até o ano de 1990.
A eleição de 1933 seguiu as duas eleições do ano anterior (julho e novembro) e a nomeação de Hitler como chanceler. Nos meses que antecederam a eleição de 1933, os membros da SA e da SS exibiram "terror, repressão e propaganda [...] em toda a terra", [1]: 339 e as organizações nazistas "monitoraram" o processo de votação. Na Prússia, 50.000 membros das SS, da SA e da Stahlhelm foram ordenados a "monitorar" os votos pelo ministro das Relações Exteriores, Hermann Göring.

## Resultados Oficiais
| Partido                 | Partido                         | Votos      | %               | +/-   | Deputados | +/- |
| ----------------------- | ------------------------------- | ---------- | --------------- | ----- | --------- | --- |
|                         | Partido Nazi                    | 17 277 180 | 43,91 / 100,00  | 10,82 | 288 / 647 | 92  |
|                         | Partido Social-Democrata        | 7 181 629  | 18,25 / 100,00  | 2,18  | 120 / 647 | 1   |
|                         | Partido Comunista da Alemanha   | 4 848 058  | 12,32 / 100,00  | 4,54  | 81 / 647  | 19  |
|                         | Partido do Centro               | 4 424 905  | 11,25 / 100,00  | 0,68  | 73 / 647  | 3   |
|                         | Partido Popular Nacional Alemão | 3 136 790  | 7,97 / 100,00   | 0,37  | 52 / 647  | 1   |
|                         | Partido Popular da Baviera      | 1 073 552  | 2,73 / 100,00   | 0,36  | 19 / 647  | 1   |
|                         | Partido Popular Alemão          | 432 312    | 1,10 / 100,00   | 0,76  | 2 / 647   | 9   |
|                         | Serviço Social Cristão Popular  | 383 999    | 0,98 / 100,00   | 0,16  | 4 / 647   | 1   |
|                         | Partido Democrático Alemão      | 334 242    | 0,85 / 100,00   | 0,10  | 5 / 647   | 3   |
|                         | Partido Agrário Alemão          | 114 048    | 0,29 / 100,00   | 0,13  | 2 / 647   | 1   |
|                         | Liga Agrícola                   | 83 839     | 0,21 / 100,00   | 0,09  | 1 / 647   | 1   |
|                         | Outros                          | 52 807     | 0,13 / 100,00   |       | 0 / 647   |     |
| Votos Inválidos         | Votos Inválidos                 | 311 698    |                 |       |           |     |
| Total                   | Total                           | 39 655 029 | 100,00 / 100,00 |       | 647 / 647 | 63  |
| Eleitorado/Participação | Eleitorado/Participação         | 44 685 764 | 88,74 / 100,00  | 8,16  |           |     |